# 墨菲峰
77°59′S 164°4′E / 77.983°S 164.067°E
墨菲峰（英語：Murphy Peak）是南極洲的山峰，位於斯科特海岸的薩爾蒙山南岸，處於哈格蒂山西南面5公里，海拔高度1,280米，現時由南極條約體系管理。